# سارا تانكريدي
الدكتورة سارة تانكريدي (بالإنجليزية:  Sarah Tancredi)‏ هي إحدى الشخصيات الرئيسية في المسلسل التلفزيوني الأمريكي بريسون بريك، قام بتأدية هذه الشخصية الممثلة الأمريكية سارا واين كاليز.

## الظهور

### الموسم الأول
17
منذ لقائهما الأول في الحلقة الأولى، لاحظت سارا أن مايكل مختلفٌ عن بقية السجناء. بعد أن راجعت سجله الأكاديمي تفاجأت من أنه متخرج بدرجة الماجستير. في «ألين»، لاحظت توتره أثناء قيامها بفحص نسبة الجلكوز لتتأكد من إصابته بمرض السكري؛ لكن الاختبار أثبت أن مايكل مصاب بالسكري (لمجرد أخذه لمضادات أنسولين ترفع نسبة السكر في دمه).
في زيارات مايكل المتتالية للمستوصف، استطاعت سارا بحذر الابتعاد عن كل محاولاته لفتنها. بعد أن أجرت فحصا طبيا للينكون، أخبرتها الممرضة كاتي أن لينكون بوروز شقيق مايكل. بعد أن انلدع الشغب في حلقة «الشغب والثاقب والشيطان»، حاصر الثائرون سارا في غرفة مجاورة للمستوصف، لكن مايكل أنقذها أخيرا بزحفه في أنابيب الهواء في السطح. ادعى أنه عرف المكان لأنه أنه كُلّف بتنظيف الغاز السام ضمن أعمال السجن. اكتشفت سارا لاحقا أنه كذب عليها، الأمر الذي قادها إلى محاولة اكتشاف سبب سرقته البنك وانتهاء المطاف به في السجن. بحثت سارا عن أدلة من تاريخ مايكل، وعلى الرغم من أنها تعرف أنه شخص مشبوه، إلا أنها لم تستطع أن توقف إعجابها به.
ابتعدت سارا عن مايكل وأحست بالغيرة بعد أن اكتشفت أن "زوجة" مايكل التقت به في زيارة زوجية في حلقة «وحينها أصبحوا 7». لكنها استمرت في مساعدة مايكل في الحلقات التالية على الرغم من توتر علاقتهما. في اليوم المقرر لإعدام لينكون بوروز في حلقة «الفأر»، ذهبت سارا إلى والدها وطلبت منه مراجعة قضية لينكون بعد أن توسل إليها مايكل للقيام بذلك. تعمق علاقتها بمايكل وتبادلا قبلة في حلقة «المفتاح». لكنها اكتشفت لاحقا أن مايكل سرق مفاتيحها، فابتعدت عنه مجددا. بعد أن أخبرها مايكل أنه يخطط للهروب في حلقة «اللية»، تردّدت سارا من مساعدته إلا أنها رجعت أخيرا إلى إصلاحية نهر فوكس في الليل وفتحت باب المستوصف. بعد أن أصابها الاكتئاب نتيجة لما قامت به، أخذت سارا جرعة من المورفين الذي أخذته من المستوصف. بعد أن اشتبه بتورطها في الهروب، اقتحمت الشرطة شقتها فوجدتها شبه ميتة من أثر المورفين ثم دخلت المستشفي ورجعت الي جلسات المدمنين وقال لها اباها ان تقول بان مدير السجن هو من قال لها انا تترك الباب مفتوح لمايكل اسكوفيلد بسبب المصالح التي يقضيها له مايكل وهي بناء التاج محل لزوجته لكي تخرج ساره من هذا المأزق ولكنها قالت له انها من ترك الباب مفتوح ثم بدأ يتتبعها العميل الفيدرالي بول ليعرف منها ما تركه له والدها بعدما قتل في بيته بسبب ما اكتشفه في قضيه لنكولن بورز وتورط رئيسه الولايات المتحده كارولاين في كل هذا ثم بدأ مايكل يراسلها عن طريق شفرات علي الطائر الورقي وهي كادت ان تصل الي ما يريد ان تصل اليه عن طريق مايكل ولكن تتبعها العميل بول واخد اخر ورقه ما كانت ستوصلها الا ما تريد ولكنها فهمت وذهبت الي نيو مكسيكو لمقابله مايكل وبالفعل قابلته وظلوا مع بعض الا انا تركته بعد ذلك اخذها العميل بول الا غرفه الفندق لكي تقول ما حد وما الذي تعرفه عن ما تركه والدها ولكنها لما تقول له علي امر المفتاح الذي تركه لها ابيها وحاول ان يغرقها في مياه حوض الاستحمام ولكنها انقدت نفسها ثم احرقته بمكنه كي الملابس وذهبت من الغرفة للتواصل مع مايكل مره ثانيه وتقابله
أنجبت من مايكل سكوفيلد ابن أسمته كإسم أبيه مايكل سكوفيلد الابن